# Jiří Drápela
Jiří Drápela (* 6. listopadu 1946 Znojmo) je bývalý český politik, v 90. letech 20. století poslanec České národní rady a Poslanecké sněmovny za Československou stranu socialistickou, respektive Liberálně sociální unii, pak za Hnutí samosprávné demokracie Moravy a Slezska a z něj vzešlou Českomoravskou unii středu, později člen ČSSD a pracovník kabinetu ministra Stanislava Grosse.

## Biografie
Profesně působil jako šéf administrace v brněnské pobočce vydavatelství Melantrich. V roce 1990 patřil k hlavním politikům Československé strany socialistické (ČSS). Byl tehdy jejím výkonným místopředsedou pro Moravu a Slezsko a předsedou výkonného výboru pro Moravu a Slezsko. Od října 1990 vedl zemské zastupitelstvo strany. V rámci Československa prosazoval zavedení zemské samosprávy pro Moravu a Slezsko.
Ve volbách v roce 1992 byl zvolen do ČNR, jako poslanec za ČSS, respektive za koalici Liberálně sociální unie (LSU), do níž Československá strana socialistická přistoupila, (volební obvod Jihomoravský kraj). Zasedal ve výboru petičním, pro lidská práva a národnosti. Tehdy stále působil jako předseda moravskoslezské organizace ČSS a prosadil, aby LSU ve svém programu pro volby v roce 1992 podpořila spolkové uspořádání Československa. Ještě v červenci 1992 v ČNR úspěšně navrhl vznik komise pro jednání se slovenskými protějšky o projektu tříčlenného spolkového československého státu. Angažoval se i v dalších moravistických organizacích. Roku 1993 byl zmiňován coby tajemník Moravského národního kongresu.
Od vzniku samostatné České republiky v lednu 1993 byla ČNR transformována na Poslaneckou sněmovnu Parlamentu České republiky. V ní zasedal do konce funkčního období, tedy do voleb v roce 1996. V průběhu volebního období opustil poslanecký klub LSU i svou stranu ČSS. Již v únoru 1993 připustil, že v ČSS existují čtyři názorové proudy, pravicově liberální, národní, levicový a centristický. Poté, co se ČSS (nyní pod názvem Liberální strana národně sociální) rozhodla v červnu 1993 vystoupit z LSU, se Drápela nepřipojil k nově utvořenému poslaneckému klubu LSNS a fakticky tak ukončil své členství v této straně. Od ledna 1994 zasedal v klubu Hnutí samosprávné demokracie Moravy a Slezska, aby spolu s touto formací vplynul od února 1994 do Českomoravské strany (později unie) středu (ČMSS, pak ČMUS). V prosinci 1994 se poté, co rezignoval Jan Kryčer, neúspěšně snažil o získání postu předsedy ČMSS. Ve volbách v roce 1996 neúspěšně kandidoval za ČMUS do sněmovny.
Po neúspěchu ve volbách ohlásil v červenci 1996 svůj přestup do ČSSD. V senátních volbách roku 1998 kandidoval za ČSSD za senátní obvod č. 49 - Blansko. Získal 22 % hlasů, ale ve 2. kole ho porazil a senátorem se stal lidovec (respektive člen Čtyřkoalice) Stanislav Bělehrádek. Uvádí se tehdy jako pracovník reklamní agentury. Angažoval se v Královském řádu Moravských rytířů svatého Rostislava a Kolumbana a působil jako jeho kancléř. Zde se potkal s Karlem Srbou, který byl vysokým úředníkem ministerstva zahraničních věcí. Drápela pracoval tehdy v kabinetu ministra vnitra Stanislava Grosse a když roku 2007 policie obvinila obchodníka Petra Bernatíka z nelegálního obchodu se zbraněmi, zmiňovalo se propojení Karla Srby a Jiřího Drápely jako součást machinací v této kauze.
V březnu 1994 havaroval na dálnici D2 u Podivína, ale vyvázl s lehkým zraněním, jeho spolucestující museli být hospitalizováni. Působí jako manažer a rodopisec, publikuje práce z oboru genealogie a heraldiky.